# 石器時代女王
石器时代女王（英語：Queens of the Stone Age）是一个美国的摇滚乐队，成立于1996年的西雅图，由主唱和吉他手Josh Homme领衔，他是乐队唯一的常驻成员。乐队的音乐风格受到了蓝调、德国摇滚和电子音乐的影响，以其富有节奏感和力量感的硬摇滚和Homme独特的假声而闻名。乐队曾经获得过七次格莱美奖提名，并且发行了七张录音室专辑。

## 乐队历史
他们是在1996年由Josh Homme在他的前乐队Kyuss解散后创立的。最初，他们叫做Gamma Ray，但是由于有一个德国金属乐队已经使用了这个名字，所以他们改成了Queens of the Stone Age，这个名字来源于Kyuss的一个绰号。他们的第一张专辑是和前Kyuss成员Alfredo Hernández一起录制的，Homme则负责吉他和贝斯，Hernández负责鼓。这张同名专辑在1998年透过Loosegroove Records发行，黑胶版本由Man's Ruin Records发行。
2000年，他们发行了第二张专辑Rated R，这是他们第一次与Interscope唱片公司合作，并且获得了商业和评论的成功。
2002年，他们发行了第三张专辑Songs for the Deaf，这是他们最受欢迎和最受赞誉的专辑之一，也是他们第一次在美国排行榜上进入前20名。
2004年，他们的贝斯手Nick Oliveri被Homme解雇，原因是他涉嫌家庭暴力。同年，他们的主唱Mark Lanegan也离开了乐队。
2005年，他们发行了第四张专辑Lullabies to Paralyze，这是他们第一次在美国排行榜上进入前五名，并且在全球销售了超过100万张。
2007年，他们发行了第五张专辑Era Vulgaris，这是他们最具实验性和电子化的专辑之一，并且获得了乐评人的好评。
2008年，他们的键盘手Natasha Shneider因肺癌去世，享年52岁。2010年，Homme在接受一次膝盖手术时出现了并发症，导致他陷入昏迷并差点死亡。他在康复期间遭受了严重的抑郁，并且对音乐失去了兴趣。
2012年，他们的鼓手Joey Castillo离开了乐队，Homme邀请了Dave Grohl和Jon Theodore来替代他，并且还邀请了其他一些客串音乐人，如Elton John、Trent Reznor、Alex Turner等。同年，他们与Interscope唱片公司解约，并且签约了Matador唱片公司。这是他们第一次与一个独立的唱片公司合作。
2013年，他们发行了第六张专辑...Like Clockwork，这是他们第一次在美国排行榜上夺冠，并且获得了三项格莱美奖提名。
2017年，他们发行了第七张专辑Villains，并且由Mark Ronson担任制作人。这是他们最具舞曲感和流行感的专辑之一，并且获得了乐评人的好评。

## 作品

### 录音室专辑
- 《Queens of the Stone Age》（1998年）
- 《Rated R》（2000年）
- 《Songs for the Deaf》（2002年）
- 《Lullabies to Paralyze》（2005年）
- 《Era Vulgaris》（2007年）
- 《...Like Clockwork》（2013年）
- 《Villains》（2017年）
- 《In Times New Roman》（2023年）